# تفاعل مينيشي
تفاعل مينيشي هو واحد من التفاعلات الاسمية في الكيمياء العضوية، وهو عبارة عن تفاعل استبدال جذري للحصول على مركب حلقي غير متجانس؛ وينسب إلى الكيميائي الإيطالي فرانشيسكو مينيشي الذي نشره سنة 1971. غالباً ما يكون المركب العطري فقيراً بالإلكترونات وعندما يكون حاوياً على النتروجين تحصل برتنة عليها. يجري التفاعل بوجود حفاز من نترات الفضة وبيركبريتات الأمونيوم.
من الأمثلة النمطية على تفاعل مينيشي التفاعل بين البيريدين وحمض البيفاليك للحصول على 2-ثالثي بوتيل البيريدين

## الآلية
يمكن أن تفسر آلية التفاعل وفق ما يلي:

## اقرأ أيضاً
- تفاعل أوجي
- تفاعل بتي